# Mondo Grosso
Mondo Grosso, gegründet um 1990, war Japans erste und lange Zeit auch einzige Band des Acid Jazz.

## Geschichte
Die Band entstand um den Bassisten Shin’ichi Ōsawa. 1993 erschien ihr erstes Album Mondo Grosso bei For Life Recordings. Die Musik brachte frischen Wind auf den japanischen Musikmarkt und war von verschiedenen Quellen, einschließlich R’n‘B, Jazz, Samba und Bossa Nova beeinflusst. Bekannt wurde die Gruppe, die das Live-Spiel in den Mittelpunkt stellte, durch die Einbeziehung renommierter Gastvokalisten wie Monday Michiru, Tânia Maria oder N'Dea Davenport.
Letztlich bahnte das erste Album der Band der japanischen Club-Musik den Weg. Das Album kam in Übersee ebenso gut an wie im asiatischen Raum, was zur Herausgabe mehrerer 12" EPs in den USA und Europa führte.
Mondo Grossos Album Born Free von 1995, mit Jhelisa und Monday Michiru, war die letzte Produktion mit Vollzeit-Bandmitgliedern. Die Gruppe trennte sich im Juni 1995. Die exzellent produzierten Alben und EPs ließen Wolf Kampmann zufolge „aber das Feuer und die Intensität der Live-Performance vermissen.“ Der Bandname dient heute zur Bezeichnung der Soloprojekte von Ōsawa.

## Diskografie
Alben
- Mondo Grosso Etc. (1993)
- Born Free (1995)

EPs
- Marble (1993)
- Invisible Man (1994)
- Souffles H / Vibe PM (1995)

## Lexigraphischer Eintrag
- Wolf Kampmann (Hrsg.), unter Mitarbeit von Ekkehard Jost: Reclams Jazzlexikon. Reclam, Stuttgart 2003, ISBN 3-15-010528-5.